# Publicitate

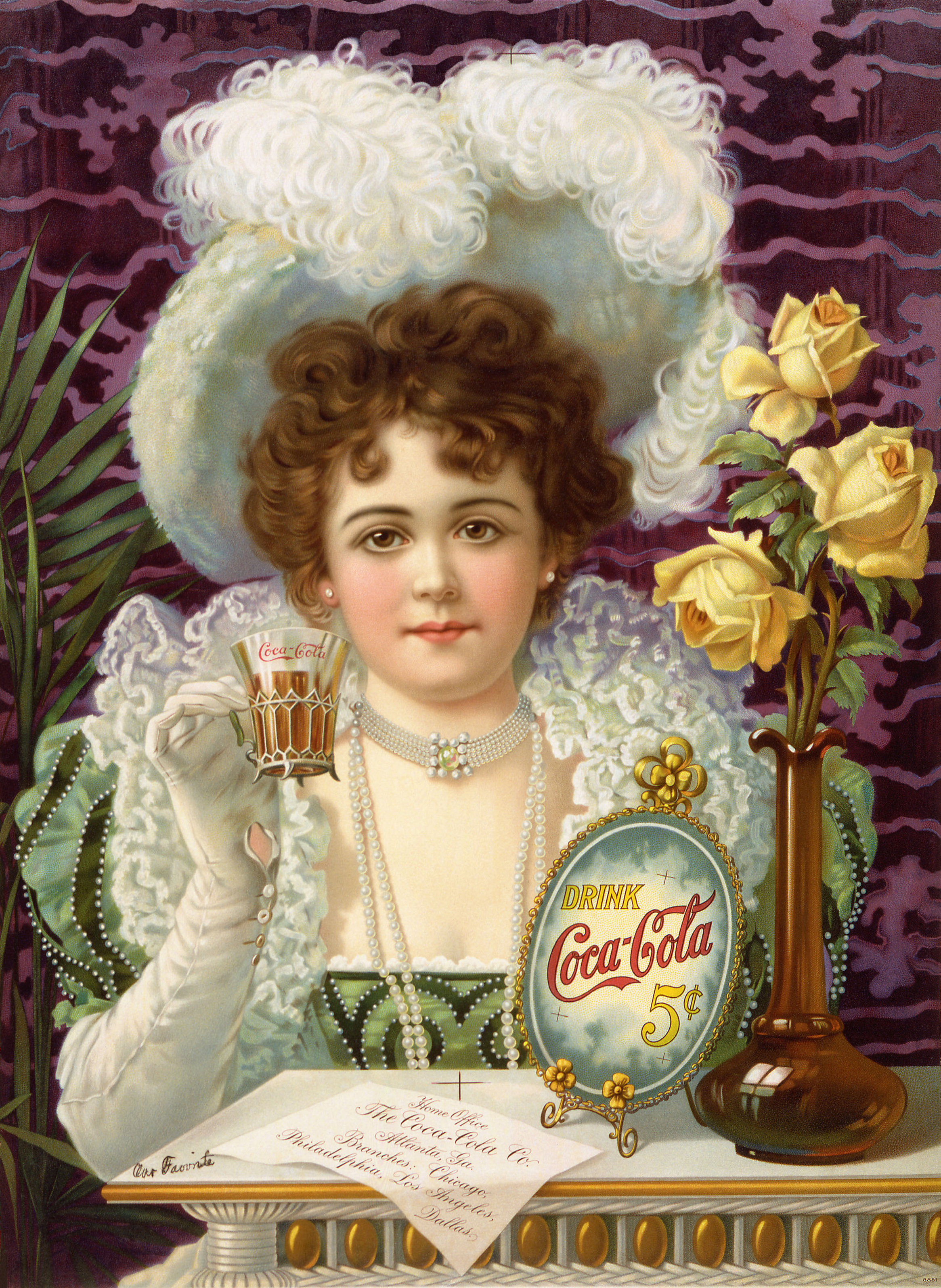
O reclamă din anii’ 1890 la Coca Cola

Publicitatea se ocupă cu promovarea bunurilor, serviciilor, companiilor și ideilor, de cele mai multe ori prin mesaje plătite. Scopul direct ale acestor mesaje este stimularea dorințelor clienților potențiali, și formarea asociațiilor pozitive în legătură cu  produsul sau compania promovată, scop care este atins prin folosința metodelor de manipulare psihologică mai mult sau mai puțin subtile.
Vânzătorii văd reclama ca o parte constituentă a strategiei generice de promovare a acestora. Alte componente ale promovării sunt mărcile, relațiile publice, vânzările personale și promovarea de vânzări.

## Istoria publicității
3000 - 500 î.e.n. Cea mai veche formă de reclamă datează din China în secolele XI-VII î.Ch., când existau poezii și cântece cântate și recitate de vânzătorii de diverse produse alimentare. Vechii egipteni au dezvoltat forme de publicitate tipărind anunțuri de vânzări pe foile de papirus pe care le atașau de pereții și stâlpii clădirilor. Firma interioară de publicitate, era de obicei un semn, pictat foarte atrăgător pe peretele unei clădiri. Vechi semne au fost descoperite în ruinele Babilonului, Romei Antice și ale orașului Pompei. 500 de ani mai târziu, comercianții egipteni amplasau de-a lungul drumurilor publice bucăți de stâncă în care erau sculptate diverse mesaje în scopul informării călătorilor în legătură cu produsele sau serviciile oferite. În perioada anilor 500 î.e.n., în vechea Romă, mesajele erau pictate pe pereți în scopul promovării jocurilor publice, afacerilor locale sau pentru a chema alegătorii la vot.
Perioada medievală se caracterizează prin apariția unor noi forme de publicitate, simplă, dar eficientă: folosirea așa-numiților "strigători". Aceștia erau cetățeni, angajați de către comercianți, care lăudau prin strigăte calitățile mărfurilor acestora. Mai târziu, ei au devenit figuri familiare și pe străzile așezărilor coloniale americane. Acești "strigători" sunt predecesorii crainicilor moderni care difuzează reclame radio sau TV.
1453 - o dată cu inventarea presei tipografice de către Johann Gutenberg, tipografii, și mai târziu comercianții, încep să utilizeze mici "fluturași" pentru a-și promova produsele. Aceste mici bucăți de hârtie adesea conțineau simboluri specifice breslei și de multe ori erau lipite pe zidurile orașului. Această formă de publicitate a fost folosită foarte mult timp, până în epoca modernă și s-a caracterizat printr-o flexibilitate deosebită, afișele putând fi purtate cu ușurință dintr-o zonă în alta.
1472 - 1730 - prima reclamă a apărut în anul 1472, în limba engleză, sub forma unei mici bucăți de hârtie distribuită manual, anunțând vânzarea unei cărți de rugăciuni. 200 de ani mai târziu a fost publicat primul anunț în ziar prin care se oferea recompensă pentru recuperarea a 12 cai furați. În coloniile americane, în primul ziar publicat cu regularitate, Boston Newsletter, au început să se publice anunțuri din 1704. Aproximativ 25 de ani mai târziu, Benjamin Franklin a făcut reclamele mai atractive tipărind titlurile cu litere mai mari. Reclamele promovau cărți și jurnale care deveneau tot mai accesibile odată cu dezvoltarea și perfecționarea tipografiilor, precum și medicamente, care erau foarte căutate în urma epidemiilor care devastau Europa.
1841 - 1869 - în SUA primele forme ale publicității au apărut în Philadelphia, Pennsylvania, când Volney B. Palmer a deschis un magazin, considerat predecesorul agențiilor de publicitate din zilele noastre. Agenții săi contractau cu ziarele spații de publicitate la prețuri conținând discount-uri, urmând apoi ca ele să fie vândute către diverși clienți, la un preț mai mare. În 1869 Francis Ayer a fondat „N.W. Ayer & Son”, agenție care exista și în zilele noastre. Ayer a modificat practica de până atunci a agențiilor de publicitate facturând clienților același preț pe care îl contractase, plus un comision agreat de ambele părți.
1880 - David Adania fondează prima agenție de publicitate din România, care purta numele său. Până acum, publicitatea din România a trecut prin mai multe faze: strigătul mărfurilor în fața prăvăliilor și în zonele cele mai circulate; "anunciurile" ("înștiințările"), sau "mezaturile", "vânzările" sau "înștiințările particulare", care erau informații despre marfa sub forma unor texte scurte și apăruseră în ziarele vremii începând cu anul 1829. Acestea din urmă aveau o formă concisă pe care azi o numim "mica publicitate”.
1886 - Thomas J. Barrat din Londra, este considerat părintele advertising-ului modern. Angajat al companiei „Pears Soap” producătoare de săpunuri și cosmetice, Thomas J. Barrat a conceput și lansat prima campanie de avertising, o campanie deosebit de eficientă pentru vânzarea produselor companiei. În această campanie publicitară, Thomas J. Barrat a folosit în premieră slogane specifice, imagini și fraze de impact pentru clienții cumpărători. Sub conducerea lui Barrat, Pears Soap, a devenit primul brand înregistrat legal.
1893 - Cele mai promovate produse pe plan mondial în această perioadă au fost așa-numitele "medicamente patentate"). Peste 50 de firme producătoare cheltuiau pe publicitate mai mult de 50.000 de dolari anual. În ultimii 20 de ani, aceste companii au devenit producători de alimente, săpunuri sau cosmetice. Ele au început să își promoveze produsele, folosind nume specifice: mărcile. Scriptul distinctiv al numelui Coca Cola a fost prima dată promovat pe evantaie suvenir, tăvi, calendare și multe alte obiecte promoționale, devenind cea mai cunoscută marcă din lume.
1920 - Este anul în care întreaga industrie de publicitate a trecut printr-o transformare masivă, atât din punct de vedere al abordării, cât și al practicii. Acum, agențiile de publicitate încep să dezvolte strategii de marketing și copywriting. Mai mult, agențiile au început să efectueze cercetări de piață și studii demografice pentru a putea ținti mai bine consumatorii. Introducerea radioului a creat o nouă oportunitate, iar la sfârșitul anilor \'20 publicitatea a luat ființă și în acest domeniu.
1924 - Regina Maria a României, cunoscută în toată Europa în urma voluntariatului depus pe frontul Primului Război Mondial, a acceptat să apară într-o reclamă în care să laude calitățile cremei "Pond's Cold". Acesta a fost primul testimonial din istoria publicității. Regina Maria era prima personalitate regală care accepta un astfel de gest. Acest tip de publicitate s-a dovedit a fi în timp unul dintre cele mai credibile și mai eficiente în toată lumea.
1950 - Televiziunea apare încă din anii '40, însă din cauza prețurilor ridicate ale televizoarelor și a numărului redus de canale TV, ea nu s-a impus imediat. 10 ani mai târziu însă, televiziunea surclasase deja radioul. Tonul publicității de asemenea s-a schimbat. Nu se mai prezentau doar avantajele produsului promovat, ci se încerca și crearea imaginii sale. Astfel, anunțatorii aveau ocazia să demonstreze cum se pot utiliza produsele lor și au început să folosească pe scară largă personalități care să laude produsele în cauză.
1980 - Creșterea producției de masă și rapida îmbunătățire tehnologică, apariția produselor electronice mici (telefoanele, casetofoanele, calculatoarele) care au devenit disponibile publicului larg la prețuri accesibile, au devenit ținte și pentru publicitate. Sfârșitul anilor '80 a marcat apariția culorilor "neon" pe aproape orice obiect care putea fi imprimat. O dată cu apariția calculatorului, s-a dezvoltat și o întreagă industrie de obiecte promoționale legate de acesta: mousepad-uri, wrist rests, mouse holders, screensavers etc.
1990 - Tehnologia digitală a transformat industria outdoor. Panourile publicitare care până acum erau pictate manual, încep să fie tipărite cu ajutorul calculatorului. Companiile outdoor oferă o selecție diversificată de formate outdoor: reclame în stațiile de autobuz, pe chioșcuri, publicitate în aeroporturi, display-ere în marile centre comerciale și pe taxi-uri.
În perioada 1990 - 2002, în România s-au editat 198 titluri de publicații specializate în publicitate, dintre care 63 cu difuzare națională. În 1999, publicitatea deținea poziția III, cu o pondere de 9% din totalul timpului de emisie radio la nivel național și aceeasi poziție cu o pondere de 11,1% din totalul timpului de emisie TV.
1990 - prezent - World Wide Web (www) este inventat de Tim Berners-Lee în 1990. Industria publicitară pe internet este încă în faza de început. Publicitatea on line își face apariția într-un mod semnificativ în 1995 și cele mai multe dintre standardele, normele și politicile acestei industrii au fost stabilite în ultimii 2 ani. Internetul a devenit principalul mod de a comunica și de a încheia contracte. În anul 2004, publicitatea on-line a ajuns la nivelul de 8,4 miliarde dolari.

## Scop
Firmele nu trebuie să se limiteze la oferirea bunurilor sau servicilor de calitate. Ele trebuie să-i informeze pe consumatori în legătură cu avantajele acestora. Pentru aceasta, este necesar ca firmele să utilizeze în mod corespunzător instrumentele de promovare în masă ale publicității, promovării vânzărilor și relațiilor publice.
Publicitatea o putem defini ca fiind orice formă plătită de prezentare și promovare impersonală a ideilor, bunurilor sau serviciilor prin mijloace de informare în masă (ziare, reviste, programe de radio, de televiziune și Internet) de către un sponsor bine precizat. Multe organizații folosesc publicitatea pentru a transmite unui anumit public mesaje referitoare la ele însele, la produsele și serviciile lor sau la modul lor de comportament, cu scopul de a determina un răspuns din partea acestuia. Răspunsul poate fi de natură perceptuală: de exemplu, consumatorul își formează anumite păreri în legătură cu un produs sau o marcă, ori acestea pot fi schimbate de către reclamă. El poate fi de natura comportamentală: de exemplu, consumatorul cumpără produsul sau sporește cantitatea cumparată. La publicitate nu apelează numai firme, ci și organizații cu scop nelucrativ si instituții sociale, cum ar fi instituțiile filantropice, muzeele si organizațiile religioase care își promovează cauza în rândul unui public divers. Publicitatea este o bună metodă de a informa și a convinge, cu scopul de a crea preferințe pentru un anumit produs sau de a-i motiva pe consumatori să consume un anumit produs.
Țările Uniunii Europene cheltuiesc anual cu publicitatea aproximativ 45.4 miliarde ECU. Pe măsură ce recesiunea se apropie de sfârșit și economiile naționale ale țărilor membre se înviorează, se prognozeză o creștere a cheltuielilor cu publicitatea în majoritatea țărilor Uniunii Europene.
Sponsorii, cei care susțin financiar acțiunile de publicitate, rămân precauți în privința utilizării optime a bugetului de publicitate, astfel încât să fie atinse obiectivele de comunicare propuse. Organizațiile se ocupă de publicitate în diverse moduri. În cadrul firmelor mici și mijlocii de acestea se poate ocupa cineva din compartimentul comercial sau de marketing. În marile companii pot exista compartimente specializate, care să aibă drept atribuții stabilirea bugetului publicitar, colaborarea cu agenții de profil și derularea de acțiuni de publicitate prin poștă, expoziții cu vânzare și alte forme de care nu se ocupă agențiile respective.

### Avantajele agenției de publicitate
Majoritatea firmelor, fie ele mici sau mari, înclină să apeleze la agenții de publicitate pentru că acestea oferă câteva avantaje:
- Au specialiști care pot desfășura activități specifice (cercetare, muncă de creație) în condiții mai bune decât personalul firmei
- Vin cu un punct de vedere obiectiv în privința rezolvării problemelor unei firme, dar și cu ani de experiență câștigată din colaborarea cu diverși clienți ce s-au aflat în situații diferite
- Au o putere de cumparare a spațiului de publicitate mai mare decât cea a unei firme. De asemenea, ele beneficiază de o reducere de preț, ceea ce face ca și cheltuielile firmei să fie mai mici
- Clientul poate renunța oricând la serviciile agenției sale. O agenție va depune toate eforturile pentru a oferi servicii foarte bune și a-l determina pe client să mai apeleze la ea.

### Dezavantajele agenției de publicitate
Încredintarea funcției publicității unei agentii specializate are însă și câteva dezavantaje :
- Pierderea controlului total asupra activității respective
- Reducerea flexibilității publicității
- Apariția unor conflicte în momentul în care agenția își impune metodele de lucru
- Incapacitatea clientului de a exercita un control sau o coordonare mai mare asupra publicității
- Cresterea costurilor pe produs prin cheltuielile cu publicitatea

În ciuda potențialelor probleme, majoritatea firmelor consideră că utilizarea serviciilor agențiilor specializate le avantajează.

## Decizii importante
Conducerea compartimentului de marketing trebuie să ia decizii importante atunci când elaborează un program de publicitate.

Primul pas în elaborarea unui program de publicitate îl reprezintă stabilirea obiectivelor publicității. Aceste obiective trebuie să corespundă deciziilor referitoare la piața-țintă, poziționarea mărcii și mix-ul de marketing. Toate acestea definesc scopul final pe care campania de publicitate, ca o componentă a programului de marketing, trebuie să-l atingă. Un obiectiv de publicitate poate fi definit ca o sarcină specifică de comunicare ce urmează să fie îndeplinită vizavi de un anumit public țintă într-o anumită perioadă de timp.

## Tipuri de publicitate
Obiectivele publicității se pot clasifica după scop: acela de a informa, de a convinge sau de a reaminti.
Confruntate cu un mediu în continua dezvoltare și cu o concurență tot mai puternică intreprinderile și-au diversificat și multiplicat formele de realizare a publicității. Acestea pot fi grupate, în funcție de o serie de criterii validate de practică, astfel:
a)În funcție de obiectivul vizat de mesajul publicitar, se disting publicitatea de produs(serviciu), care scoate în evidență caracteristicile acestuia, utilitatea lui în consum; publicitatea de marcă; publicitatea instituțională, axată pe intreprindere;
b)În funcție de aria geografică de raspândire a mesajului, publicitatea poate fi locală, regională, națională și internațională;
c)După destinatarul mesajelor publicitare se pot delimita: publicitatea destinată consumatorilor (utilizatorilor) finali, publicitatea destinată intermediarilor;
d)După tipul mesajului difuzat, publicitatea poate fi de natură factuală și de natură emoțională;
e)În funcție de efectul intenționat, publicității i se poate atribui fie o acțiune directă, cu efect imediat, fie una întârziată, cu efecte ce urmează a se produce în timp.
f)După sponsor, publicitatea se diferențiază în funcție de agentul finanțator, care poate fi producătorul, intermediarul sau alți agenți economici.
g)În funcție de influența exercitată asupra cererii, publicitatea poate fi destinată fie influențării cererii primare, fie influențării unei cereri selective, contribuind la deplasarea cererii pentru o anumită marcă.

### Publicitatea de informare
Publicitatea de informare este folosită în special atunci când se lansează pe piață o nouă categorie de produse. În acest caz, obiectivul îl constituie crearea unei cereri primare. Astfel, producătorii de aparate pentru compact-discuri i-au informat inițial pe consumatori despre avantajele oferite de CD-uri în privința sunetului și comodității.

### Publicitatea de convingere
Publicitatea de convingere devine tot mai importantă pe masură ce concurența se intensifică. În această situație, obiectivul firmei este acela de a crea o cerere selectivă. De pildă, când aparatele cu CD au fost acceptate de marea masă a consumatorilor, Sony a încercat să-i convingă pe aceștia că marca sa oferea cel mai bun raport calitate-preț. Publicitatea de convingere s-a transformat parțial în publicitate comparativă, prin care o firmă își compară direct sau indirect produsul cu unul sau mai multe produse ale altor firme.
Unul dintre cei mai frecvenți utilizatori ai publicității comparative se găsesc în industria automobilelor. În Marea Britanie, producătorul coreean Hyundai a încercat să sporeascä gradul de cunoaștere al mașinilor sale printr-o serie de eforturi sub sloganul : „Chiar și un ceainic are o garanție mai mare decât un Rover“.
Utilizarea publicității comparative este uneori riscantă, mai ales atunci când comparațiile nu sunt corecte și se transformă în denigrări la adresa mărcii rivale. Metoda respectivă este admisă în SUA și Marea Britanie, dar în unele țări europene ea este interzisă. În Belgia și Germania, publicitatea comparativă este considerată o formă de concurență neloială. Nici chiar relativ inofensiva reclamă la berea Carlsberg, purtând sloganul „Cea mai bună bere din lume“, n-a putut fi lansată în aceste țări. În mod similar, reclama cu sloganul „Ne străduim din răsputeri“ aparținând firmei Avis specializată în închirierea automobilelor, nu a fost admisă în Germania pentru că, deși nu s-a dat nici un nume, se presupunea că firma Hertz - numărul unu în domeniul respectiv - era singurul concurent serios al acesteia.
Eforturile de a elabora o directivă europeană care să armonizeze regulile existente la nivelul UE în privința publicității comparative au eșuat până în prezent. Dar până când va fi adoptată o astfel de directivă, firmele regionale 
care apelează la publicitate trebuie să respecte în continuare legislația și codurile naționale. Acest stil de comunicare va exista probabil întotdeauna, sub o formă sau alta, deoarece publicitatea are, în esență, un caracter comparativ; în definitiv scopul celui care-și face publicitate este de a convinge consumatorul să raspundă la oferta sa și nu la oferta altuia.

### Publicitatea de reamintire
Publicitatea de reamintire este importantă pentru produsele ajunse în etapa de maturitate, pentru că ea menține interesul consumatorilor față de produs. Reclamele costisitoare difuzate, de exemplu, de Coca-Cola la televiziune au scopul de a reaminti oamenilor despre existența sa, nu doar de a-i informa sau convinge.

## Stabilirea bugetului pentru publicitate
Dupa ce a determinat obiectivele publicității, firma urmează să stabilească bugetul de publicitate pentru fiecare produs în parte. Rolul publicității este de a crea cerere pentru un anumit produs, iar firma dorește să cheltuiască atât cât este necesar pentru realizarea desfacerilor planificate.
În continuare sunt prezentați câțiva factori specifici de care trebuie să se țină seama în elaborarea acestui buget:
- Etapa din ciclul de viață al produsului. De regulă, produsele noi necesită un buget de publicitate consistent, pentru a-i informa pe consumatori de existența lor și a-i determina să le incerce. Mărcile mature necesită, de obicei, bugete mai mici, calculate ca procent din valoarea vânzărilor.

- Cota de piață. În mod obișnuit, mărcile cu cote de piață superioare necesită cheltuieli mai mari cu publicitatea decât mărcile cu cote inferioare. Cheltuielile respective vor putea fi calculate ca procent din valoarea vânzărilor. Crearea pieței sau câștigarea unei cote de piață in dauna concurenților implică cheltuieli cu publicitatea mai mari decât în cazul menținerii cotei actuale.

- Concurența si aglomerația. Pe o piață cu mulți concurenți care cheltuiesc masiv cu publicitatea, o marcă trebuie promovată mai susținut pentru a fi remarcată în zgomotul pieței.

- Frecvența acțiunilor de publicitate. Dacă prezentarea mesajului mărcii către consumatori necesită difuzarea lui de mai multe ori, bugetul de publicitate trebuie să fie mai mare.

- Diferențierea produsului. O marcă ce se aseamănă cu alte mărci din aceeași clasă de produse (cafea măcinată, detergenți, gumă de mestecat, bere, băuturi răcoritoare) necesită cheltuieli mai mari cu publicitatea, în vederea diferențierii ei de celelalte mărci. Pe piața românească publicitatea pentru detergenți reprezintă 10% din total. Când produsul diferă în mare măsură de cele ale concurenților, publicitatea poate fi folosită pentru a evidenția deosebirile respective.

Stabilirea bugetului de publicitate nu este o sarcină ușoară. Cum va ști o firmă că cheltuiește suma corespunzătoare? Unii critici susțin că marile firme producătoare de bunuri de larg consum preambalate tind să cheltuiască mai mult decât trebuie cu publicitatea, în timp ce firmele producătoare de bunuri industriale cheltuiesc, în general, mai puțin cu această activitate. De asemenea, ei afirmă că firmele din prima categorie utilizează în mare masură publicitatea bazată pe imagini fără a-i cunoaște cu adevărat efectele, cheltuind mai mult decât ar fi necesar doar pentru a se asigura că au cheltuit suficient. În plus, bugetul de publicitate al acestor firme se stabilește pe baza regulilor tradiționale, cum ar fi "atât cât își poate permite firma" sau " raportul normal între cheltuielile de publicitate și vânzari la nivel de ramură", reguli care au o valabilitate redusă pe plan local. În schimb, firmele producătoare de bunuri industriale tind să se bazeze 
prea mult pe forțele de vânzare proprii atunci când este vorba să obțină comenzi, subestimând potențialul firmei și al imaginii produsului în ceea ce privește pregătirea vânzărilor către clienții industriali. Astfel, ele cheltuiesc insuficient cu publicitatea de informare a cumpărătorilor. Dar ce influență are în realitate publicitatea asupra comportamentului cumpărătorului și fidelității acestuia față de o marcă?
În urma unui studiu efectuat asupra achiziției de bunuri gospodăresti de uz curent, s-a ajuns la o concluzie surprinzătoare: Publicitatea pare a fi mai eficientă atunci când este vorba despre creșterea volumului de mărfuri achiziționate de cumpărătorii fideli și mai puțin eficientă în privința atragerii de noi cumpărători. În cazul cumpărătorilor fideli, expunerea de mai multe ori la o reclamă în cursul unei săptămâni se poate dovedi neproductivă din cauza stabilizării eficienței publicității. Se pare că reclama nu poate să aibă un efect cumulativ care să ducă la fidelitate. Articolele din ziar, expozițiile, dar mai ales prețul au un impact mai puternic asupra răspunsului consumatorului decât publicitatea. Aceste concluzii n-au fost pe placul specialiștilor în publicitate, cățiva dintre ei contestând informațiile pe care s-a bazat studiul acesta, precum și metodologia utilizată. Ei au susținut că studiul a determinat în principal efectele publicității asupra vânzărilor pe termen scurt. Astfel, au fost favorizate activitățile de promovare prin preț și cele de promovare a vânzărilor, care tind să producă un impact imediat. Dimpotrivă, majoritatea acțiunilor de publicitate durează mai multe luni sau chiar ani până când se ajunge ca marca să ocupe poziții solide pe piață, iar consumatorii devin fideli față de aceasta. Aceste efecte pe termen lung sunt greu de determinat. Cercetări recente, în care s-au folosit informații referitoare la o perioadă de zece ani, au dus la concluzia că publicitatea determină totuși creșterea vânzărilor pe termen lung, chiar și dupa doi ani de la încheierea campaniei. Această controversă evidențiază faptul că măsurarea rezultatelor activității de publicitate rămâne un subiect insuficient înțeles.
Pentru a decide cât de mult să cheltuiască cu publicitatea, firmele pot folosi mai multe modele. Unul dintre modele este cel propus de Videale si Wolfe. Bugetul de publicitate elaborat pe baza sa este cu atât mai consistent cu cât este mai mare rata de răspuns a cumpărătorilor, cu cât aceștia uită mai ușor și mai reclamă și marca respectivă, sau cu cât 
potențialul nevalorificat al desfacerilor este mai mare. Însă un asemenea model nu ține seama de publicitatea concurenților și de eficiența reclamelor firmei. Folosindu-se de un model de control adaptiv, firma experimentează mai multe bugete de publicitate, de mărimi diferite, măsurând reacția asupra vânzărilor. Dacă presupunem că ea a stabilit un anumit nivel al cheltuielilor de publicitate pe baza celor mai recente informații asupra reacției vânzărilor. Firma păstrează acest nivel al cheltuielilor pe toate piețele sale, cu excepția unui subgrup de două piețe alese la întâmplare.

## Elaborarea mesajului
Un buget de publicitate consistent nu garantează reușita unei 
campanii de publicitate. Două firme pot cheltui aceeași sumă cu activitatea 
respectivă și să obțină rezultate complet diferite. Cercetările demonstrează 
faptul că mesajele creative pot avea o importanță mai mare pentru succesul 
campaniilor de publicitate decăt sumele de bani cheltuite. Indiferent cât de 
mare este bugetul, aceasta activitate poate fi încununată de succes numai 
dacă reclamele atrag atenția și comunică în mod eficient mesajele. Așadar, 
banii trebuie investiți în elaborarea unor mesaje de publicitate eficiente.
Specialiștii de publicitate se confruntă cu un mediu din ce în 
ce mai aglomerat de publicitate. Consumatorul obișnuit poate audia sau
viziona numeroase programe de radio și televiziune și are de ales între mii și 
mii de publicații. La acestea se adaugă nenumărate cataloage, 
reclame prin poștă și multe alte mijloace de informare. Aceasta aglomerație 
creează mari probleme sponsorilor înșiși, publicitatea fiind extrem de 
costisitoare. În plus, reclamele sunt intercalate cu alte anunțuri și spoturi 
publicitare, indiferent de ora difuzării lor. Odată cu dezvoltarea rețelei de 
televiziune prin cablu, a sistemelor de înregistrare pe casete video și a 
dispozitivelor telecomandate, publicul de azi poate evita reclamele, fie 
vizionând posturi necomerciale, fie eliminându-le în timpul vizionării 
programelor înregistrate. Cu ajutorul telecomenzii oamenii pot reduce 
instantaneu sonorul televizorului în timpul difuzării reclamelor sau pot 
comuta pe alte canale. Astfel, dată fiind existența a sute de alte mesaje care 
caută să atragă atenția și ca urmare a faptului că un mesaj este puțin 
probabil să rețină atenția un timp îndelungat, specialiștii în publicitate se 
confruntă cu sarcina provocatoare de a concepe mesaje care să acapareze 
și să mențină atenția audienței, dar să o și motiveze să raspundă, fie într-un mod perceptual, fie comportamental. Mesajul transmis de publicitate trebuie 
să fie bine proiectat, plin de fantezie, antrenant și plin de satisfacții 
pentru consumatori. Îndeplinirea acestor obiective necesită imaginație și 
spirit novator. Astfel, strategia creativă va juca un rol din ce în ce mai 
important în privința succesului publicității. Pentru elaborarea acestei 
strategii, specialiștii în publicitate parcurg un proces în trei etape, care 
constau în generarea mesajului, evaluarea și alegerea acestuia și execuția mesajului.

## Generarea mesajului
Mesajul reprezintă ideea care stă la baza comunicării. Atunci când concep mesajul, specialiștii trebuie să țina seama de publicul vizat căruia îi este adresat) și de obiectivele publicității (felul raspunsului sugerat de mesaj celor care-l receptionează). Firmele pot adopta una din urmatoarele strategii creative:
- Mesajul se concentrează pe poziționarea mărcii ("Let's make things better"-Philips)

- Mesajul atrage atenția asupra uneia sau alteia din motivațiile consumului individual, de exemplu: un avantaj funcțional ("Totul este sub control"- Compaq), o plăcere ("Un dar adus fiecărei atingeri"-Dove), identitatea de sine ("Vorbește despre tine"-Rimmel ), o imagine ("Atitudinea creeaza viitorul"-Kent), admirația și altruismul ("Noi nu tăiem copacii pentru a ne scoate publicația")

- Ideea ar putea fi exploatată prin formularea modalităților de creștere a vânzărilor produsului: utilizatorii actuali trebuie să fie încurajați să folosescă mai mult produsul respectiv, iar cei care nu-l utilizează să fie încurajați să-l cumpere. De exemplu firma Reebok a venit cu o idee originală, informându-și clienții că pantofii de sport sunt făcuți pentru a se asorta cu îmbrăcămintea de zi cu zi, creând astfel o nouă utilizare pentru a-și atrage noi clienți.

- Mesajul comunică diferențele existente între produsul promovat și oferta concurenților.

- Ideea mesajului s-ar putea desprinde din cunoașterea în profunzime a experienței acumulate de consumator în utilizarea produsului, mai ales a procesului de cumpărare, a consumului și a efectului produsului asupra acestora și a avantajelor căutate de consumator.

Specialistul în publicitate trebuie să se apropie cât mai mult de consumator și să urmărească modul în care acesta folosește produsul, apelând de regulă la cercetări calitative de durată, cum ar fi observații și analize la punctele de vânzare. Specialiștii în publicitate abordează, așadar în mod diferit problema găsirii mesajului care ar trebui să atraga atenția publicului vizat. Mulți dintre ei încep prin a discuta cu consumatorii, distribuitorii, experții și concurenții. Alții încearcă să și-i închipuie pe consumatori utilizând produsul, aflând astfel avantajele pe care aceștia caută să le obțină prin cumpărarea și folosirea lui.
În general, specialiștii în publicitate creează mai multe variante de mesaj. Din punct de vedere logic, este normal ca la început să se genereze temele alternative ale mesajului, acestea să fie evaluate si dintre ele să se aleagă 
soluția preferată.

## Evaluarea și alegerea mesajului
Mesajele de publicitate trebuie să aibă trei caracteristici:
- Să aibă un înțeles, scoțând în evidență avantajele care fac produsul mai dezirabil sau mai interesant pentru consumatori.
- Să fie distincte, comunicând consumatorilor prin ce se impune produsul în fața mărcii concurente.
- Să fie credibile. Această ultimă caracteristică este greu de îndeplinit, pentru că mulți consumatori pun la îndoială veridicitatea publicității în general. În urma unui studiu, s-a constatat că o treime din totalul consumatorilor apreciază mesajele de publicitate ca fiind "nedemne de încredere".

Așadar, specialiștii în publicitate trebuie să testeze în prealabil fiecare reclamă pentru a afla dacă aceasta produce un impact maxim asupra consumatorilor, dacă este credibilă și interesantă.
Înaintea difuzării, anumite spoturi publicitare sunt supuse uneori unui test numit "ochiul camerei de luat vederi": unui telespectator, care acceptă rolul de cobai, îi sunt înregistrate mișcările ochilor, activitatea pupilelor cu ajutorul unei camere video ascunse. Astfel se determină prin mijloace statistice traiectoria ochilor, ceea ce este văzut și ceea ce scapă privirii. La cercetări participă: sociologi, psihologi, semiologi, lingviști, graficieni, decoratori.
Mesajele publicitare promit obsesiv același lucru, binele, confortul, eficacitatea, bucuria și reușita. Îi ademenesc pe consumatori cu promisiunea unei satisfacții.
Modelul AIDA este unul dintre cele mai cunoscute modele de evaluare a efectului publicitar. Prima treaptă de evaluare este atenția, a doua interesul, a treia dorința de a cumpăra și ultima cumpărarea.

## Execuția mesajului
Impactul produs de mesaj depinde nu doar de ce se spune, ci 
și cum se spune. Execuția mesajului vizează tocmai aceste aspecte. Ea este o 
operatiune dificilă pentru motivele pe care le-am menționat anterior: atenția 
scăzută pe care consumatorii o acorda de obicei reclamelor, aglomerația 
mijloacelor publicitare și saturația cu mesaje concurente. Specialistul în 
publicitate trebuie să prezinte mesajul într-un mod care să atragă atenția și 
interesul publicului vizat, adică să creeze un mesaj care să "capteze".
Cei care apelează la publicitate încep, de regulă prin a menționa 
obiectivul și abordarea corespunzătoare reclamei dorite:
De exemplu, firma Hopen König și-a propus să utilizeze publicitatea cu 
scopul de a crește gradul de cunoaștere și familiaritatea marcii, precum și 
pentru a-i crea o imagine de bere pentru care faci orice la care se adaugă 
calitatea intrinsecă a sa (ingrediente, procesul de fabricație, singura bere cu 
tradiție adevarat germană). Segmentul vizat este format din consumatorii 
tineri, dinamici, cu o viața socială activă, care au un statut social și 
profesional bine definit. Ceea ce a ieșit a fost un spot de 30 secunde difuzat 
pe micile ecrane: Patru prieteni doresc să bea o bere Hopfen König la o 
terasă. Toate mesele sunt ocupate. Atunci, prin cascadorii ingenioase, cei 
patru își improvizează din navetele de bere o masă.
Specialiștii în publicitate trebuie să gasească stilul, tonul, 
cuvintele și formatul cel mai potrivit pentru executarea mesajului. Prezentarea 
lui se poate face respectând mai multe stiluri de execuție, cum ar fi:
- Crâmpei de viață. Reclama prezină unul sau mai multi oameni utilizând produsul într-un mediu real (de exemplu, reclamele la Persil cu mama care rezolvă problema rufelor pătate)
- Mod de viață. Reclama prezintă modul în care produsul se încadrează într-un anumit stil de viață (reclamele la bomboanele Suchardine)
- Fantezie. Reclama creează o imagine fantastică în jurul produsului sau al destinației sale. De exemplu, mesajul "Preludiul unei aventuri" la șampania Angelli
- Dispoziție sufletească sau imagine. Reclama creează o anumita dispoziție sau o imagine în jurul produsului, cum ar fi: frumusețe, dragoste sau seninătate. Despre produs nu se face nici o afirmație, ci se face numai aluzie la acesta. Șamponul Timotei beneficiază de o imagine simplă și naturală, strategie care a fost aplicată cu succes în multe țări ale lumii.
- Muzica. Partea centrală a reclamei o constituie un cântec sau o melodie binecunoscută, astfel încât reacțiile emotionale ale consumatorilor la aceasta sunt asociate cu produsul respectiv. Multe din reclamele la băuturile răcoritoare (Coca-Cola, Pepsi-Cola) utilizează acest stil
- Personaj-simbol. Produsul este reprezentat în reclamă de un personaj care poate fi animat (Balaurul-pentru Dicarbocalm) sau real
- Experiența tehnică. Reclama evidențiază experiența firmei în fabricarea produsului (De exemplu reclama la calculatoarele Compaq-"Totul este sub control")
- Dovezi științifice. Reclama prezintă rezultatele unor studii sau dovezi științifice ale faptului că marca respectivă este mai bună sau de preferat altor mărci. Astfel, firma producătoare folosește pentru reclama la pasta de dinți Blend-a-med dovezi științifice care să-i convingă pe cumpărători că aceasta este mai bună decât alte mărci la capitolul combaterea cariilor. Atunci când firma Elida Fabergé a relansat pe piață produsele de îngrijire a pielii purtând marca Pond's, reclama respectivă făcea referire la "Institutul Pond's", unde era analizată pielea femeilor, scoțându-se în evidență calitățile mărcii de rezolvare a problemelor pe baza științifică.
- Mărturii. Reclama prezintă declarațiile unei persoane credibile sau atrăgătoare, care vine în sprijinul produsului respectiv. Aceasta poate fi o celebritate sau o persoană obișnuită care spune cât de mult îi place un anumit produs. (reclama la Head and Shoulders)

Creatorul trebuie, de asemenea, să aleagă un anumit ton 
pentru aceasta. Mesajele pozitive care evocă fericirea, sentimentul 
realizării, veselia tind să fie mai eficiente decât mesajele pe un ton 
negativ. De asemenea, creatorul reclamei trebuie să utilizeze cuvinte 
memorabile și atrăgătoare. În sfârșit, formatul reclamei influențează atât 
impactul acesteia cât și costul ei. O unică schimbare a designului reclamei 
poate avea o influență hotărâtoare asupra efectului său. Ilustrația este 
primul lucru pe care-l observă cititorul și de aceea ea trebuie să fie 
suficient de expresivă pentru a-i atrage atenția. Apoi titlul trebuie să-l 
determine efectiv pe om să citească reclama. În fine, textul, care este partea principală a reclamei, trebuie să fie simplu dar convingător. În plus, 
toate aceste elemente trebuie combinate într-un mod eficient. Chiar și asa, o 
reclamă într-adevăr deosebită va fi observată de mai putin de 50% din totalul 
persoanelor expuse la ea, dintre care: aproximativ 30% își vor aminti ideea 
principală formulată în titlu, circa 25% își vor aminti numele firmei care-și 
face publicitate, iar mai puțin de 10% vor citi cea mai mare parte a textului. 
Din păcate, reclamele care nu se remarcă prin ceva nu vor reusi să obțina nici măcar performanțele menționate anterior.

## Etica publicitară

### Protecția copiilor
În lumea din vest, și in special in țările Comunității Europene, există în momentul actual o dezbatere foarte activă asupra protejării copiilor împotriva efectelor nefaste ale campaniilor publicitare. Argumentele aduse:
- Publicitatea subminează autoritatea părinților
- Publicitatea induce tinerii - care nu au abilitatea intelectuală să se protejeze de manipulări psihologice - în actiuni dăunatoare:
  - Băutul alcoolului
  - Fumatul tutunului
  - Consumul mâncărilor nesănătoase, precum "fast food" stil american
  - Relații sexuale la o vârstă fragedă
- Publicitatea duce la o filozofie materialistică

### Protecția societății
De asemenea, au apărut mișcări împotriva efectelor publicității asupra calității vieții, precum:
- Poluarea spațiului public cu reclame stradale
  - În multe localități aceste reclame sunt strict controlate, pentru a evita haosul estetic.

- Accessul abuziv la spațiul mental individual
  - În anumite state din SUA se discută taxarea publicității, pentru ca în acest fel publicul să fie oarecum compensat pentru aceasta invaziune mentală.

- Faptul că interese comerciale ajung să controleze conținutul programelor de radio și televiziune prin folosirea puterii lor de cumpărare
  - Acest efect este vizibil, de exemplu, prin cenzura efectivă a programelor de știri televizate în Statele Unite (subventionate de mari companii cu interese economice de protejat) care au avut ca efect, printre altele, influențarea alegerilor prezidențiale din anii 2000 și în special 2004. În momentul de față nici o soluție nu a fost prezentată pentru rezolvarea acestui grav conflict de interese.

- Manipularea publicului prin metode de „spălare a creierului” care induce acest public să întreprindă acțiuni împotriva propriului său interes
  - Printre aceste metode de manipulare subliminală este uzul imaginilor cu conținut sexual, pentru a trezi artificial interesul spectatorului.

## Publicitatea înșelătoare și publicitatea comparativă
Publicitatea înșelătoare este interzisă în România și a fost definită de legislația română (Legea nr. 158/2008) ca „publicitatea care, în orice mod, inclusiv prin modul de prezentare, induce sau poate induce în eroare persoanele cărora i se adresează ori care iau contact cu aceasta și care, din cauza caracterului înșelător, poate afecta comportamentul economic al acestora sau care, din acest motiv, prejudiciază ori poate prejudicia un concurent”.